# 1393
- Wikisource

| Calendário gregoriano                                                        | 1393 MCCCXCIII                                       |
| Ab urbe condita                                                              | 2146                                                 |
| Calendário arménio                                                           | 842 – 843                                            |
| Calendário bahá'í                                                            | -451 – -450                                          |
| Calendário budista                                                           | 1937                                                 |
| Calendário chinês                                                            | 4089 – 4090 Início a 13 de janeiro (aproximadamente) |
| Calendário copta                                                             | 1109 – 1110                                          |
| Calendário etíope                                                            | 1385 – 1386                                          |
| Calendários hindus - Vikram Samvat - Calendário nacional indiano - Cáli Iuga | 1448 – 1449 1314 – 1315 4493 – 4494                  |
| Calendário Holoceno                                                          | 11393                                                |
| Calendário islâmico                                                          | 795 – 796                                            |
| Calendário judaico                                                           | 5153 – 5154                                          |
| Calendário persa                                                             | 771 – 772                                            |
| Calendário rúnico                                                            | 1643                                                 |
| Calendário solar tailandês                                                   | 1936                                                 |

1393 (MCCCXCIII, na numeração romana) foi um ano comum do século XIV do Calendário Juliano, da Era de Cristo, e a sua letra dominical foi E (52 semanas), teve início a uma quarta-feira e terminou também a uma quarta-feira.
No reino de Portugal estava em vigor a Era de César que já contava 1431 anos.
| Ano completo                        |
| ----------------------------------- |
| Ano comum com início à quarta-feira |

## Eventos
- Bagdá é subjugada pelas tropas de Tamerlão

## Nascimentos
- Koga Kiyomichi - nobre do Período Muromachi da história do Japão

## Mortes
- 20 de março - João Nepomuceno, Cónego de Praga e confessor da rainha Sofia, é mandado matar pelo rei Venceslau IV, da Boémia por não querer revelar os segredos da confissão[1].[Obs 1]